# Indomie
Indomie (également notée IndoMie) est une marque indonésienne de nouilles instantanées, possédée par Indofood CBP Sukses Makmur, l'un des plus grands producteurs de nouilles instantanées d'Indonésie.
La marque est distribuée en Australie, en Asie, en Afrique, en Nouvelle-Zélande, aux États-Unis et en Europe Centrale et Europe de l'Est. Indofood est l'une des plus grandes sociétés de nourriture préconditionnée d'Indonésie et a été fondée en 1982 par Liem Sioe Liong. En dehors de son site de production principal en Indonésie, Indomie est également produite au Nigeria depuis 1995, ou la marque est populaire et dont l'usine est la plus importante d'Afrique.

## Histoire
Le nom Indomie est un mot-valise formé à partir d'Indonésie, le pays d'où est originaire la marque et mie, qui veut dire « nouilles » en langue hokkien, celle du plus important groupe de Chinois d'Indonésie (dont on a gardé la graphie néerlandaise avec le "e" final). En 1982 les ventes de produits Indomie ont augmenté considérablement ce qui leur a permis de lancer de nouvelles recettes. En 1980, la marque est importée au Nigeria et en 1995 une usine y est construite, la première du pays et l'une des plus grandes du continent[réf. nécessaire]. Située à Ota, dans l'État d'Ogun, elle emploie 200 personnes en 2012.
En 2005, Indomie entre dans le Livre Guinness des records dans la catégorie « plus grand paquet de nouilles instantanées » avec un paquet de 3,4 m x 2,355 m x 0,47 m d'un poids total de 664,938 kg soit près de 8 000 fois le poids d'un paquet « normal » ce paquet a été produit avec les mêmes ingrédients que pour les produits habituels et a été reconnu propre à la consommation. 
Depuis 2012, on peut trouver les produits Indomie dans plusieurs dizaines de pays.

## Produits

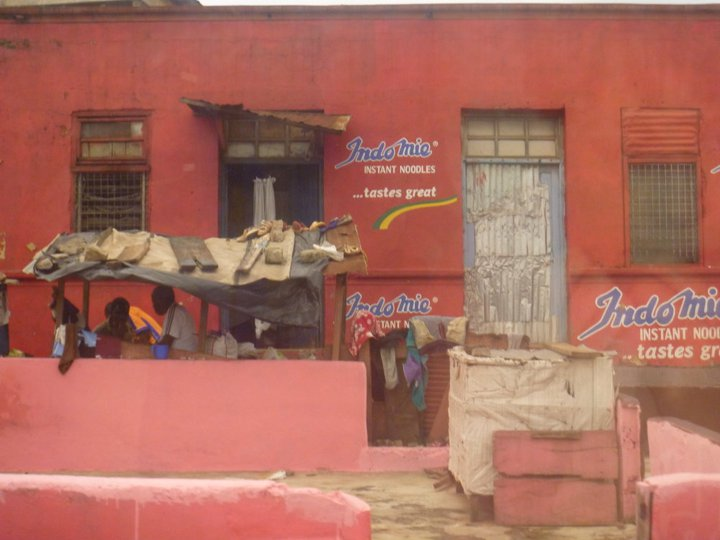
Publicité au Ghana.

Les produits Indomie contiennent tous de l'huile de palme, produite par le Groupe Salim, maison-mère de IndoFood.
Il en existe de nombreuses recettes, telles que :

### Variantes classiques
- Mi Goreng Special
- Mi Goreng Special Plus (avec un supplément d'oignons frits et de sauce épicée)
- Mi Goreng Pedas (épicé)
- Mi Goreng Rendang
- Mi Goreng Sate
- Mi Goreng Rasa Ayam (au poulet)
- Mi Goreng BBQ Chicken
- Mi Goreng Cabe Ijo (piment vert)
- Rasa Ayam Bawang (poulet et oignons)
- Rasa Ayam Spesial (poulet)
- Rasa Baso Sapi (boulettes de bœuf)
- Rasa Kaldu Ayam (poulet)
- Rasa Kari Ayam (poulet au curry)
- Rasa Soto Mie (Soto)
- Rasa Soto Spesial (Soto et Koja)

### Variantes croquantes
- Mi Goreng Kriuuk Ayam
- Mi Goreng Kriuuk Bawang
- Mi Goreng Kriuuk Pedas

### Variantes sur la cuisine traditionnelle indonésienne
- Mi Goreng Cakalang (Sulawesi du Nord)
- Mi Goreng Rasa Rendang Pedas Medan (Sumatra du Nord)
- Rasa Coto Makassar (Sulawesi du Sud)
- Rasa Empal Gentong (Java occidental)
- Rasa Kari Ayam Medan (Sumatra du Nord)
- Rasa Mi Cakalang (Sulawesi du Nord)
- Rasa Mi Celor (Sumatra du Sud)
- Rasa Mi Kocok Bandung (Java occidental)
- Rasa Sop Buntut (Jakarta)
- Rasa Soto Banjar (Kalimantan du Sud)
- Rasa Soto Banjar Limau Kuit (Kalimantan du Sud)
- Rasa Soto Betawi (Jakarta)
- Rasa Soto Medan (Sumatra du Nord)

### Variantes premium
- Mi Keriting Goreng Spesial
- Mi Keriting Goreng Rasa Ayam Cabe Rawit
- Mi Keriting Goreng Rasa Kornet
- Mi Keriting Rasa Ayam Panggang
- Mi Keriting Rasa Laksa Spesial

### Variantes végétariennes
- Mi Goreng Vegan (Vegetarian Fried Noodles)
- Rasa Sup Sayuran Vegan (Vegetables Flavour)